# End of Watch
End of Watch (bra: Marcados para Morrer; prt: Fim de Turno) é um filme estadunidense de 2012, escrito e dirigido por David Ayer, dos gêneros ação e drama, estrelado por Jake Gyllenhaal e Michael Peña. O lançamento era programado para 28 de setembro de 2012, porém o lançamento ocorreu uma semana antes, em 21 de setembro. Em 7 de dezembro, ganhou seu lançamento comercial.

## Sinopse
Taylor (Jake Gyllenhaal) e Zavala (Michael Peña) são dois jovens policiais de Los Angeles, que arriscam suas vidas todos os dias patrulhando os bairros mais perigosos da cidade. Após uma operação rotineira, os oficiais confiscam uma pequena quantia em dinheiro que pertencia a um traficante local. A apreensão faz com que os tiras se tornem alvo de um cartel, mas isso não significa que irão colocar o pé no freio. Os policiais também vivem momentos importantes em suas vidas pessoais. Taylor começa um relacionamento com a bela Janet (Anna Kendrick), enquanto que o parceiro está prestes a ter seu primeiro filho.[carece de fontes?]

## Elenco
- Jake Gyllenhaal como Brian Taylor
- Michael Peña como Mike Zavala
- Natalie Martinez como Gabby
- Anna Kendrick como Janet
- David Harbour como Van Hauser
- Frank Grillo como Sarge
- America Ferrera como Orozco
- Cle Sloan como Sr. Tre
- Jaime FitzSimons como Capitão Reese
- Cody Horn como Davis
- Shondrella Avery como Bonita
- Maurice Compte como Big Evil
- Yahira 'Flakiss' Garcia como La La
- Kristy Wu como Sook

## Premiações
O filme recebeu duas indicações ao Independent Spirit Award, uma de Melhor Ator Coadjuvante para Michael Peña e uma para o cinematografista Roman Vasyanov.